# تحويل دور العبادة غير الإسلامية إلى مساجد

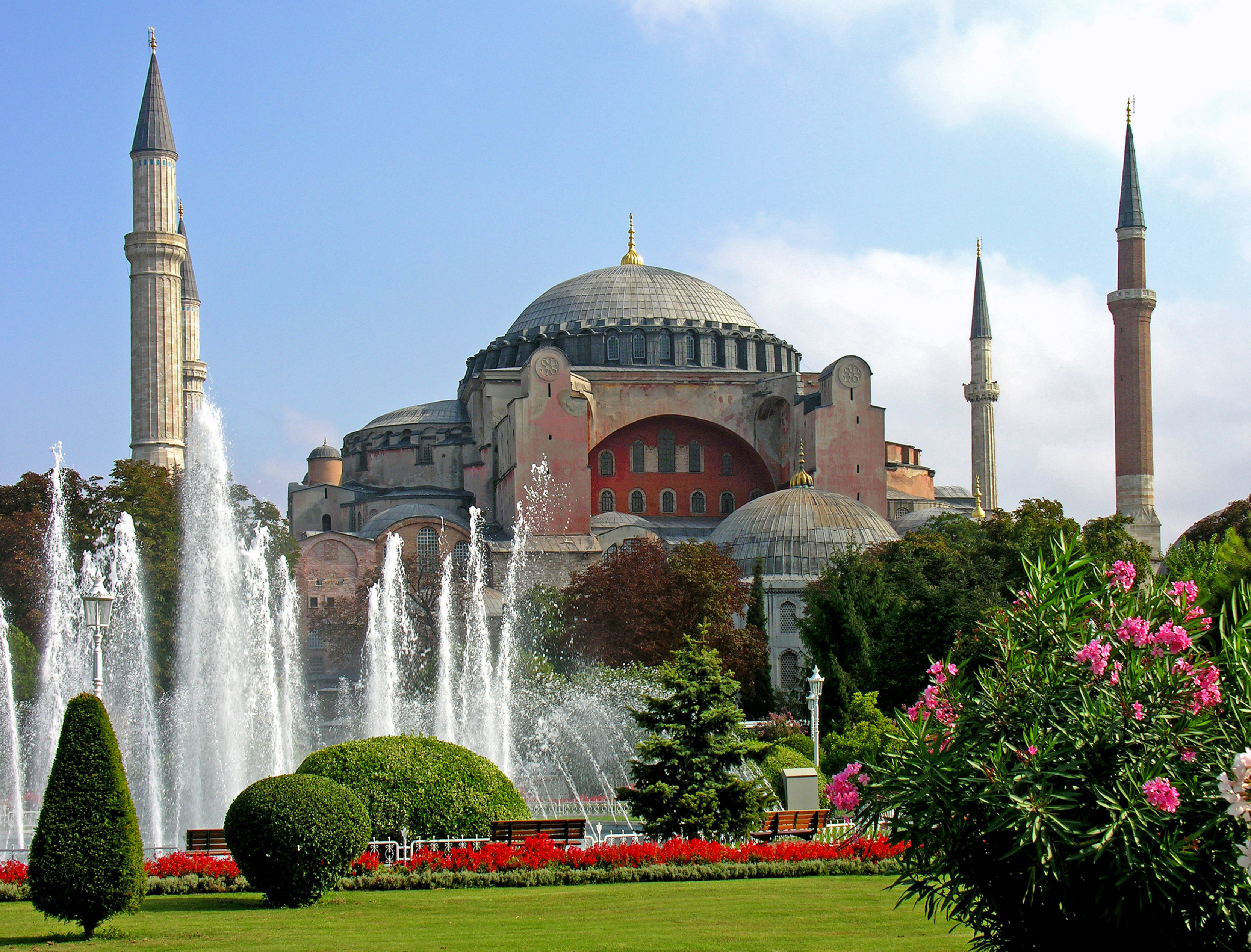
آيا صوفيا، كاتدرائية أرثوذكسية شرقية تحولت إلى مسجد عام 1453.

حدث تحويل لدور العبادة غير الإسلامية إلى مساجد خلال حياة النبي محمد واستمر خلال الفتوحات الإسلامية اللاحقة وتحت الحكم الإسلامي التاريخي. نتيجة لذلك، تم تحويل المعابد الهندوسية، الكنائس المسيحية، الهياكل اليهودية، ومعابد النار الزرادشتية، وغيرها إلى مساجد. أدت هذه الممارسة إلى خلافات وصراعات دينية في أجزاء مختلفة من العالم.
تم إعادة تحويل العديد من هذه المساجد في مناطق الفتح الإسلامي السابق إلى دور العبادة التي كانت عليه أو أصبحت متاحف، مثل الپارثينون في اليونان، والعديد من المساجد في إسبانيا مثل مسجد-كاتدرائية قرطبة، إلخ. أثر تحويل المباني غير الإسلامية إلى مساجد على الأنماط الإقليمية الخصوصية للعمارة الإسلامية.

## الأماكن المقدسة القرآنية

### مكة المكرمة
يعتقد المسلمون أن مسجد الكعبة قد أعيد بناؤه ويستخدم للعبادة التوحيدية منذ عهد إبراهيم وإسماعيل.
قبل محمد، كانت الكعبة ومكة (يشار إليها باسم بكة في القرآن) تُقدَس كملاذ مقدس وكانت موقعًا للحج. يشير بعض عليها من الكتاب المقدس إلى «وادي باكا» من سفر مزامير 84 (بالعبرية: בָּכָא‏). في زمن محمد (570-632 ب.م.)، كانت قبيلته قريش مسؤولة عن الكعبة، التي كانت في ذلك الوقت مزارًا يحتوي على مئات الأصنام التي تمثل آلهة القبائل العربية وشخصيات دينية أخرى. كسب محمد عداوة قبيلته من خلال التبشير بدين الإسلام الجديد. مارس المسلمون الأوائل، أو حاولوا، ممارسة شعائرهم قرب الكعبة بجانب المشركين، حتى غادروا مكة في النهاية، مدفوعين بالاضطهاد المتصاعد. الحج الأول المجهض، الذي منعته قريش، الذي وعد بالسماح به في العام التالي في معاهدة الحديبية، لم يترتب عليه أيضًا منع استمرار الشعائر من المشركين. ومع ذلك، قبل موسم الحج الثاني، انتهك حلفاء قريش المعاهدة، مما سمح للمسلمين بالعودة كغزاة بدلاً من ضيوف. من الآن فصاعدًا، كانت الكعبة مخصصة لعبادة الإله الواحد، ودمرت الأصنام. كان الحجر الأسود في الكعبة موضع تبجيل خاص في الموقع. وفقًا لبعض التقاليد، تم تعليق نصوص سبع أو عشر قصائد مشرفة تم تكريمها بشكل خاص حول الكعبة 

### القدس

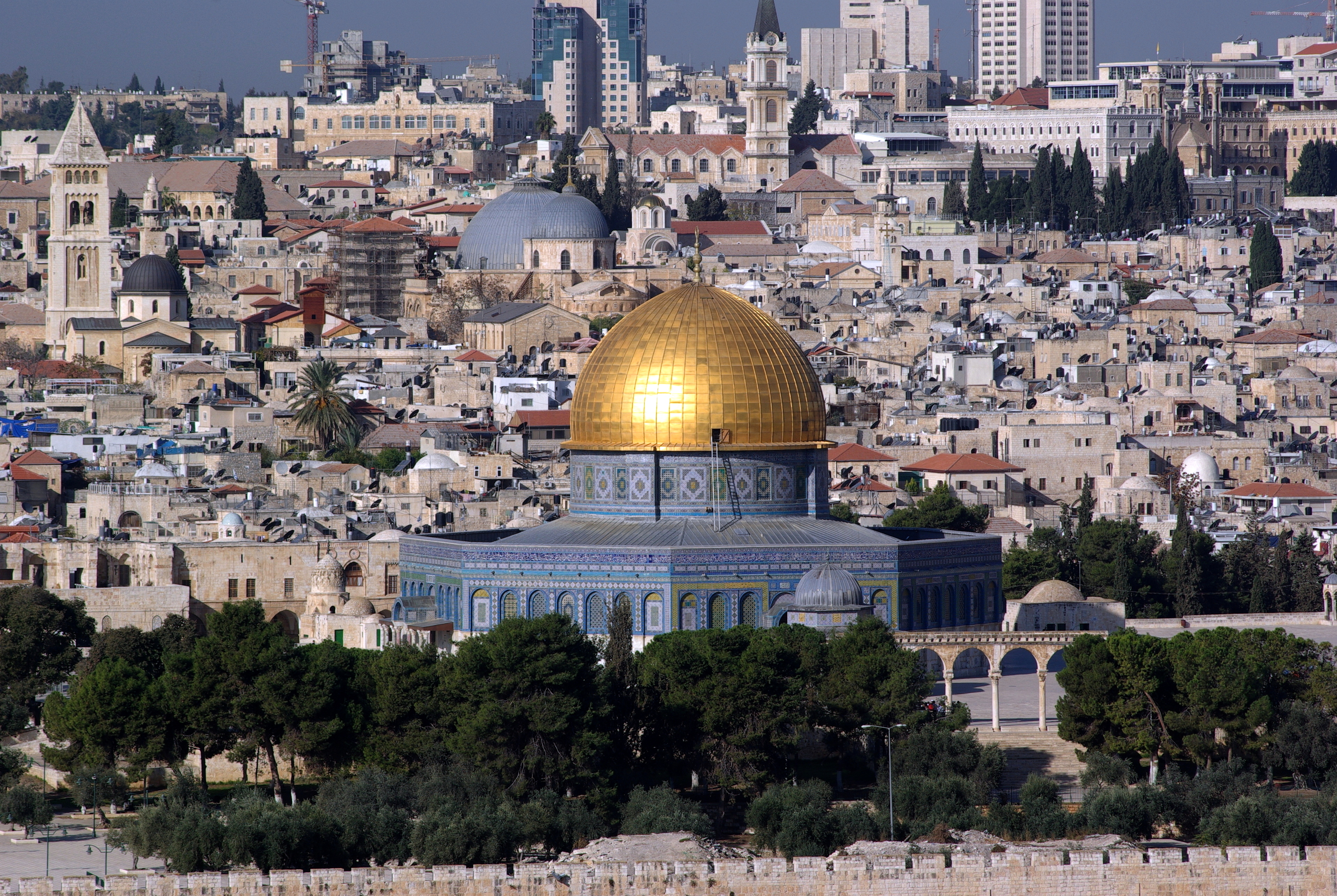
قبة الصخرة مزار في القدس. يُعتقد تقليديًا أن الرسول محمدصلى الله عليه وسلم صعد إلى الجنة من هذا الموقع. في التقليد اليهودي، هنا يقال أن إبراهيم، سلف الشعب العبراني وأول بطريركه، قد استعد للتضحية بابنه إسحاق. تقع كل من القبة والمسجد الأقصى على جبل الهيكل، موقع هيكل سليمان وخلفائه.

عند فتح القدس، يُقال بشكل شائع أن أمير المؤمنين عمر بن الخطاب رفض الصلاة في كنيسة القيامة على الرغم من المعاهدة. تم بناء قبة الصخرة المماثلة معماريًا على جبل الهيكل، والتي كانت منطقة مهجورة ومهجورة منذ عام 70 في القرن 7 ولكنها كانت في السابق موقعًا للمعبد اليهودي في القدس، وهو الموقع الأكثر قدسية في اليهودية. بنى عمر بن الخطاب عنه هناك في البداية بيتًا صغيرًا للصلاة وضع الأساس لبناء المسجد الأقصى في وقت لاحق من قبل الأمويين.

### الأماكن الأخرى
كان مسجد أيوب في الشيخ سعد في سوريا، كنيسة أيوب في السابق.
تم تحويل الضريح الهيرودي لمغارة البطاركة في هيبرون-الخليل، ثاني أقدس مكان في اليهودية،  إلى كنيسة خلال الحروب الصليبية قبل أن يتحول إلى مسجد عام 1266، ومن آنذاك فصاعدًا محظور على اليهود والمسيحيين دخولها. تم ترميم جزء منه كمعبد يهودي من قبل حكومة إسرائيل بعد عام 1967. وقد خضعت مواقع أخرى في هيبرون-الخليل للأسلمة. أصبح قبر يسى وراعوث كنيسة الأربعين شهيدًا،  والتي أصبحت فيما بعد قبر النبي أشعيا ثم دير الأربعين.

## المعابد الهندوسية

### معبد كاشي ڤيشواناث
تم هدم معبد كاشي ڤيشواناث من قبل أورنجزيب، الإمبراطور المغولي السادس الذي شيد مسجد ڠيانڤاپي أعلى المعبد الهندوسي الأصلي. كان الدافع وراء هدم أورنجزيب للمعبد هو تمرد الزامينداريين المحليين (ملاكي الأراضي) المرتبطين بالمعبد، والذين ربما يكون بعضهم قد سهل هروب الملك المراثا شيڤاجي. يُعتقد على نطاق واسع أن جاي سينڠ الأول، حفيد باني المعبد راجا مان سينڠ، قد سهل هروب شيڤاجي من أڠرا. كان الهدف من هدم المعبد بمثابة تحذير للفصائل المناهضة للمغول والزعماء الدينيين الهندوس في المدينة لإضطهادهم.
كما وصفه جادوناث ساركار، في 9 نيسان (أبريل) 1669، أصدر أورنجزيب أمرًا عامًا «بهدم جميع مدارس ومعابد الكفار وإلغاء تعاليمهم وممارساتهم الدينية». سقطت يده المدمرة الآن على الأضرحة العظيمة التي تأمر بتبجيل الهندوس في جميع أنحاء الهند - مثل المعبد الثاني لسومناث، معبد ڤيشواناث في بيناريس، ومعبد كيشاڤ راي في ماثورا.

## السيخ ڠوردوارا

### ڠورودوارا لال خوحي
كان ڠورودوارا لال خوحي في لاهور، پاكيستان، من قبيلة السيخ ڠورودوارا التي تم تحويلها إلى ضريح إسلامي.

### ڠورودوارا پيهلي پاتشاهي
كان ڠورودوارا پيهلي پاتشاهي (بهاي بالا دي بايثاك) مكرسًا لـ بهاي بالا عندما كان السيخ ڠورودوارا في بالاكوت، قضاء مانسيهرا في پاكيستان والتي تم تحويلها إلى ضريح مسلم بالا پير (بالا پير زيارات) بعد قطع رأس سيد أحمد باريلفي من قبل قوات إمبراطورية السيخ في معركة 1831 بالاكوت.

## معابد النار الزرادشتية
بعد الفتح الإسلامي لبلاد فارس، تحولت معابد النار الزرادشتية، بفتحاتها الأربعة المحورية، إلى مساجد ببساطة عن طريق وضع محراب (محراب للصلاة) في مكان القوس الأقرب إلى القبلة (اتجاه مكة). تم وصف وذكر هذه الممارسة من قبل العديد من المصادر الإسلامية؛ ومع ذلك، فإن الأدلة الأثرية التي تؤكد ذلك لا تزال نادرة. المعابد الزرادشتية التي تم تحويلها إلى مساجد بهذه الطريقة يمكن العثور عليها في بخارى، وكذلك بالقرب من اصطخر والمدن الإيرانية الأخرى، مثل: معبد تاريخانة، مسجد قزوين، مسجد حيدرية قزوين، مسجد أصفهان، مسجد كاشان، مسجد أردستان، مسجد يزد، مسجد بروجرد، ومسجد هرات الكبير بالإضافة إلى ضريح بيبي شهربانو بالقرب من طهران.

## تحويل الكنائس إلى مساجد

### ألبانيا
تم تحويل كنيسة القديس نقولا الكاثوليكية إلى مسجد. بعد تدميره في الحملة الشيوعية المعادي للأديان عام 1968، تم تحويل الموقع إلى ضريح إسلامي في الهواء الطلق.

### البوسنة والهرسك

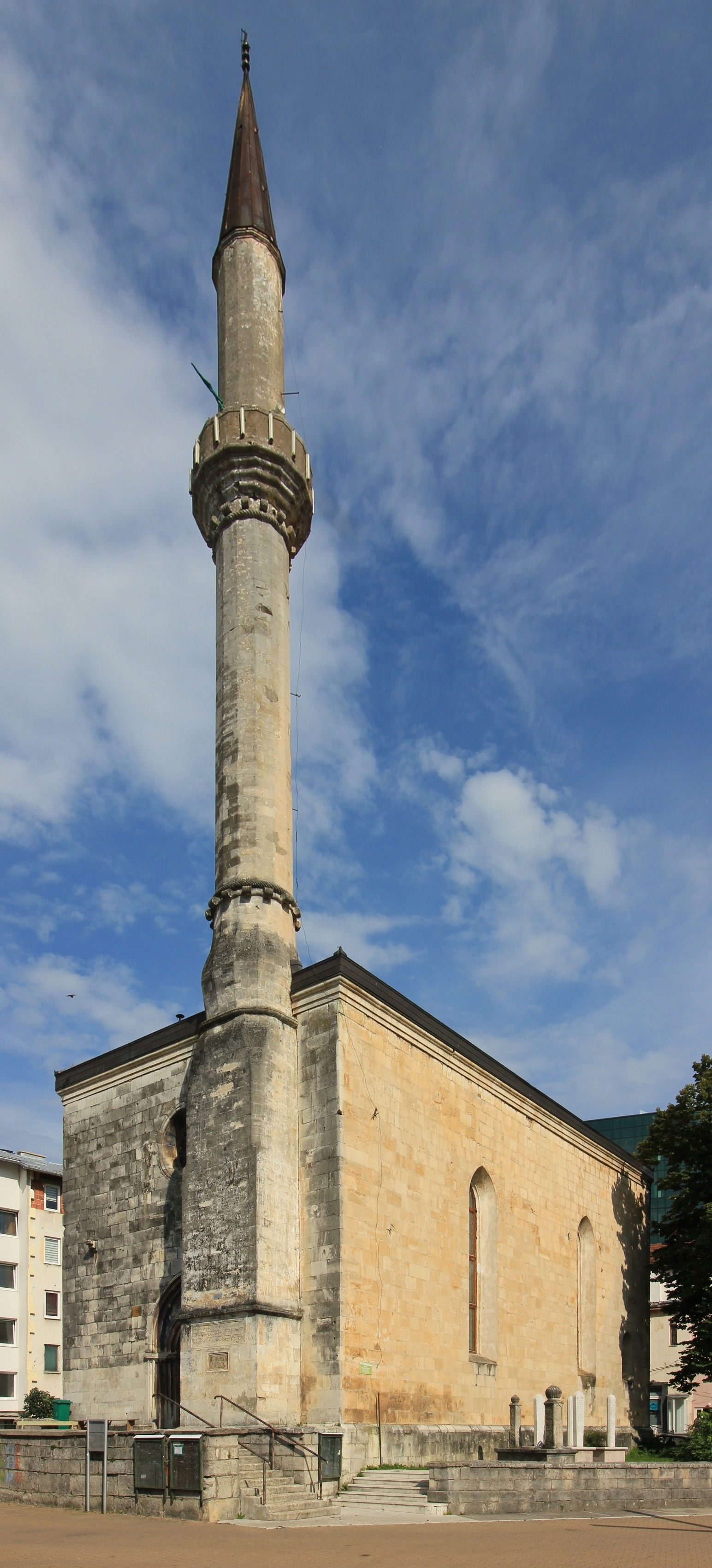
مسجد فتحية في بيهاتش، البوسنة

كان مسجد فتحية (منذ عام 1592) في بيهاتش كنيسة كاثوليكية مكرسة للقديس أنطونيوس الپادواني (1266).

### تركيا

#### قبل القرن 20

##### القسطنطينية
بعد الفتح العثماني للأناضول، استولى العثمانيون جميع كنائس القسطنطينية تقريبًا وحولوها إلى مساجد باستثناء كنيسة القديسة مريم للمغول.
- آيا صوفيا (من (باليونانية: Ἁγία Σοφία)‏، كاتدرائية "الحكمة المقدسة"؛ (باللاتينية: Sancta Sophia)‏ أو Sancta Sapientia؛ (بالتركية: Ayasofya)‏ كانت الكاتدرائية في القسطنطينية في كنيسة الدولة الإمبراطورية الرومانية ومقر الكنيسة الأرثوذكسية الشرقية الصورة البطريركية. بعد الفتح عام 1453 حُولت مسجدًا، ومنذ عام 1931 أصبح متحفًا في اسطنبول، تركيا. من تاريخ تكريسها في عام 360 حتى عام 1453، كانت بمثابة الكاتدرائية الأرثوذكسية للعاصمة الإمبراطورية، باستثناء ما بين 1204 و1261، عندما أصبحت كاتدرائية الروم الكاثوليك تحت حكم بطريرك القسطنطينية اللاتيني التابع للإمبراطورية اللاتينية الغربية الصليبية. في عام 1453، فتح الأتراك العثمانيون القسطنطينية في عهد السلطان محمد الثاني، الذي أمر فيما بعد بتحويل المبنى إلى مسجد.[25] تمت إزالة الأجراس والمذبح والحاجز الأيقوني والأمبو والأواني القربانية وتم لصق العديد من الفسيفساء عليها. تمت إضافة السمات الإسلامية - مثل المحراب والمنبر وأربع مآذن - أثناء وجود العثمانيين. كان المبنى مسجدًا من 29 أيار (مايو) 1453 حتى عام 1931، عندما تم علمنته. تم افتتاحه كمتحف في 1 شباط (فبراير) 1935.[26] في 10 تموز (يوليو) 2020، ألغى مجلس الدولة قرار مجلس الوزراء بتحويله إلى متحف، ووقع الرئيس التركي أردوغان مرسوماً بإلغاء وضع متحف آيا صوفيا، وإعادته إلى مسجد.[27][28]
- أصبحت كنيسة الرسل المقدسين كنيسة الكاتدرائية ومقرًا للبطريركية لمدة ثلاث سنوات بعد سقوط القسطنطينية، بعدما أضحت كاتدرائية آيا صوفيا مسجد المدينة.
- كانت كنيسة جوستنيانيك في حالة سيئة بالفعل، وفي عام 1461 هدمها المسلمون بالقوة وأقيم مسجد الفاتح في مكانها.
- أصبحت كنيسة الپانتوكراتور (ضابط الكل)، وهي كنيسة مفضلة للدفن الإمبراطوري في الإمبراطورية البيزنطية، مسجد زيريك.
- أصبحت كنيسة القديسان سركيس وباخوس، وهي كنيسة بناها جوستنيان الأول، مسجدًا أطلق عليه اسم آيا صوفيا الصغرى.
- حُوِلت كنيسة القديس أندرو في كريسي إلى مسجد خوجة مصطفى باشا.
- حُوِلت كنيسة القديسة تقلا التابعة لقصر بلاشيرناى إلى مسجد عتيق مصطفى باشا.
- حُوِل دير القديسة ثيودوسيا إلى مسجد جول.
- حُوِلت كنيسة خورا إلى مسجد كاريي.
- حُوِل دير ستوديوس إلى مسجد إمرهور.
- حُوِلت كنيسة القديس يوحنا المعمدان إلى مسجد هيرامي أحمد باشا.
- حُوِلت كنيسة ميريليون إلى مسجد بودروم.
- حُوِلت كنيسة القديس بولس الكاثوليكية إلى مسجد العرب.
- حُوِل دير الشفاه إلى مسجد قناري عيسى.
- حُوِل دير المسيح كليّ البصر إلى مسجد إسكي إماريت.
- حُوِلت كنيسة أم الله كيريروتيسا إلى مسجد قلندرخانة.
- حُوِلت كنيسة القديس ثيودوروس في ڤيفا إلى كنيسة - مسجد ڤيفا.
- حُوِل دير عمانوئيل إلى مسجد كيفيلي.
- حُوِل دير ڠاستريا إلى مسجد سنشاكتر خيريتين.
- حُوِلت كنيسة القديسة مريم في القسطنطينية إلى مسجد أودالار.
- حُوِلت كنيسة باماكاريستوس إلى مسجد فتحية.
- كان مسجد توكلو ديدي كنيسة أرثوذكسية شرقية ذات تفاني غير معروف.
- حُوِل دير الشهيدات القديسات مينودورا وميترودورا ونيمفودورا إلى مسجد ماناستير.

##### باقي تركيا
في أماكن أخرى في تركيا تم تحويل العديد من الكنائس إلى مساجد، بما في ذلك:

###### الأرثوذكسية
- كنيسة آيا صوفيا في نيقية (إزنيق)
- كنيسة آيا صوفيا في طرابزون (طرابزون)
- حُوِلت كنيسة العذراء كلية القداسة رأس الذهب (پاناجيا كريسوكيفالوس) إلى مسجد الفاتح في طرابزون (طرابزون)
- كان مسجد النقيب كنيسة بيزنطية. (طرابزون)
- حُوِلت كنيسة القديس يوجينيوس إلى مسجد الجمعة الجديد (طرابزون)
- حُوِلت كاتدرائية القديس بولس إلى مسجد طرسوس القديم (طرسوس)
- كنيسة العذراء مريم، حُوِلت إلى مسجد كسك مينار (أنطاليا)
- حُوِلت كنيسة المسيح والقديس اسطفانوس إلى مسجد الفاتح في تيريلي (تيريلي)

###### الرسولية الأرمنية
تم تحويل مئات الكنائس الأرمنية إلى مساجد في تركيا وأذربيجان. تم تدمير الآلاف منها بعد الإبادة الجماعية للأرمن في عام 1915
- كاتدرائية كارس
- كاتدرائية أاني
- مسجد التحرير، كاتدرائية كنيسة القديسة مريم سابقًا، غازيعنتاپ

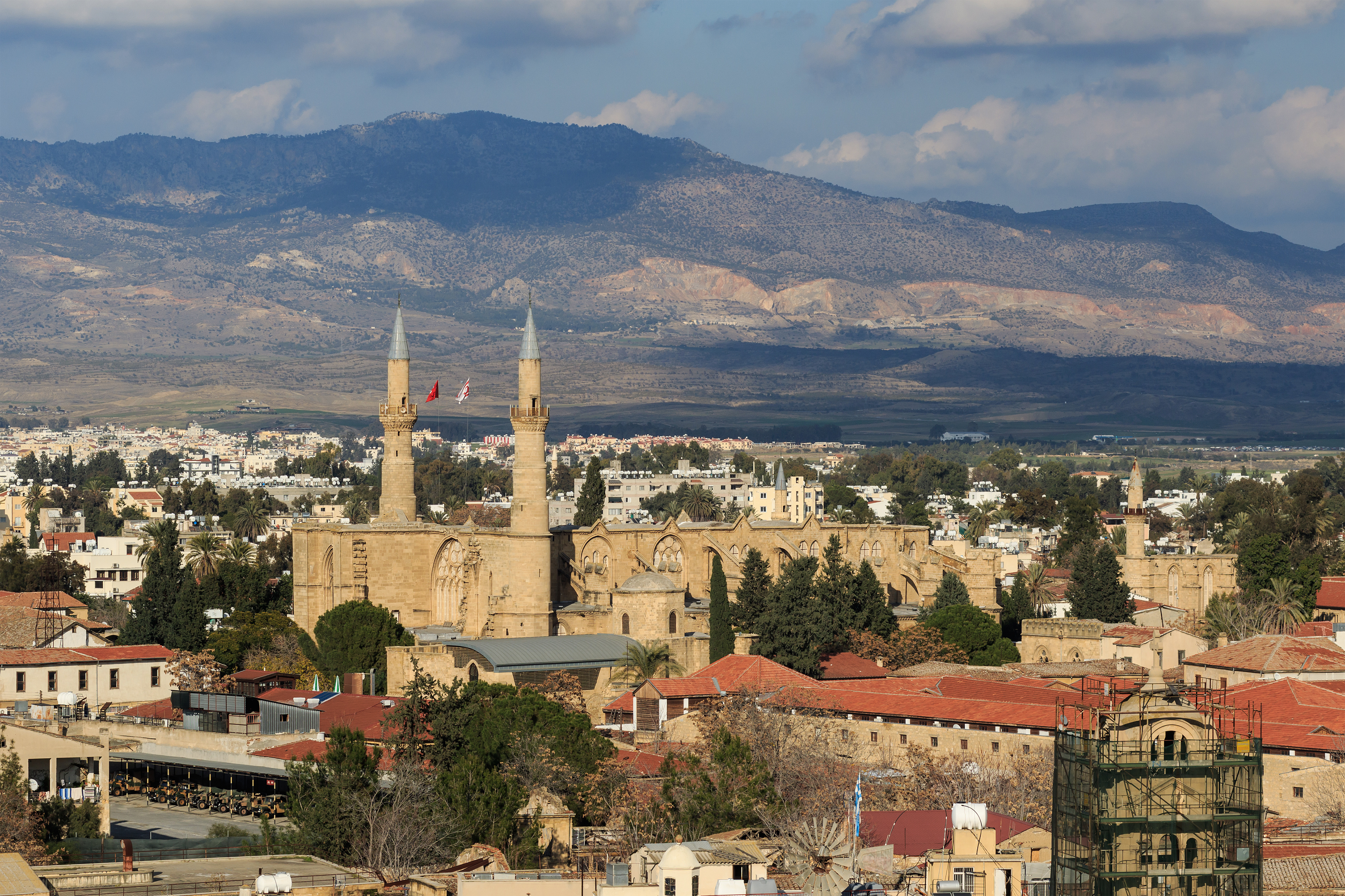
كان مسجد السليمية أكبر وأقدم كنيسة قوطية باقية في قبرص، وقد شيدت في موقع كنيسة بيزنطية سابقة.

#### القرن 20 وما بعده
بالإضافة إلى ذلك، بعد الحرب اليونانية التركية (1919-1922)، تم تحويل بعض الكنائس الأرثوذكسية اليونانية في تركيا إلى مساجد. في عام 2015، قررت تركيا تجديد كنيسة آيا صوفيا المدمرة في إنيز، والتي يعود تاريخها إلى القرن 12، لتصبح مسجدًا على الرغم من التصريحات السابقة حول إمكانية ترميمها كمتحف كنسيّ. اعتبارًا من عام 2020، تم تحويل أربعة متاحف كنسية بيزنطية إلى مساجد في ظل حكم أردوغان، على رغم من غضب المسيحيين الأتراك من إحتلال كنائسهم ما بعد 2015 من قبل منظمات ارهابية (تم تحويل بما في ذلك آيا صوفيا في إزنيك (2011)،  وكنيسة كورا في إسطنبول (2019)  وآيا صوفيا في إسطنبول (2020)).

### قبرص

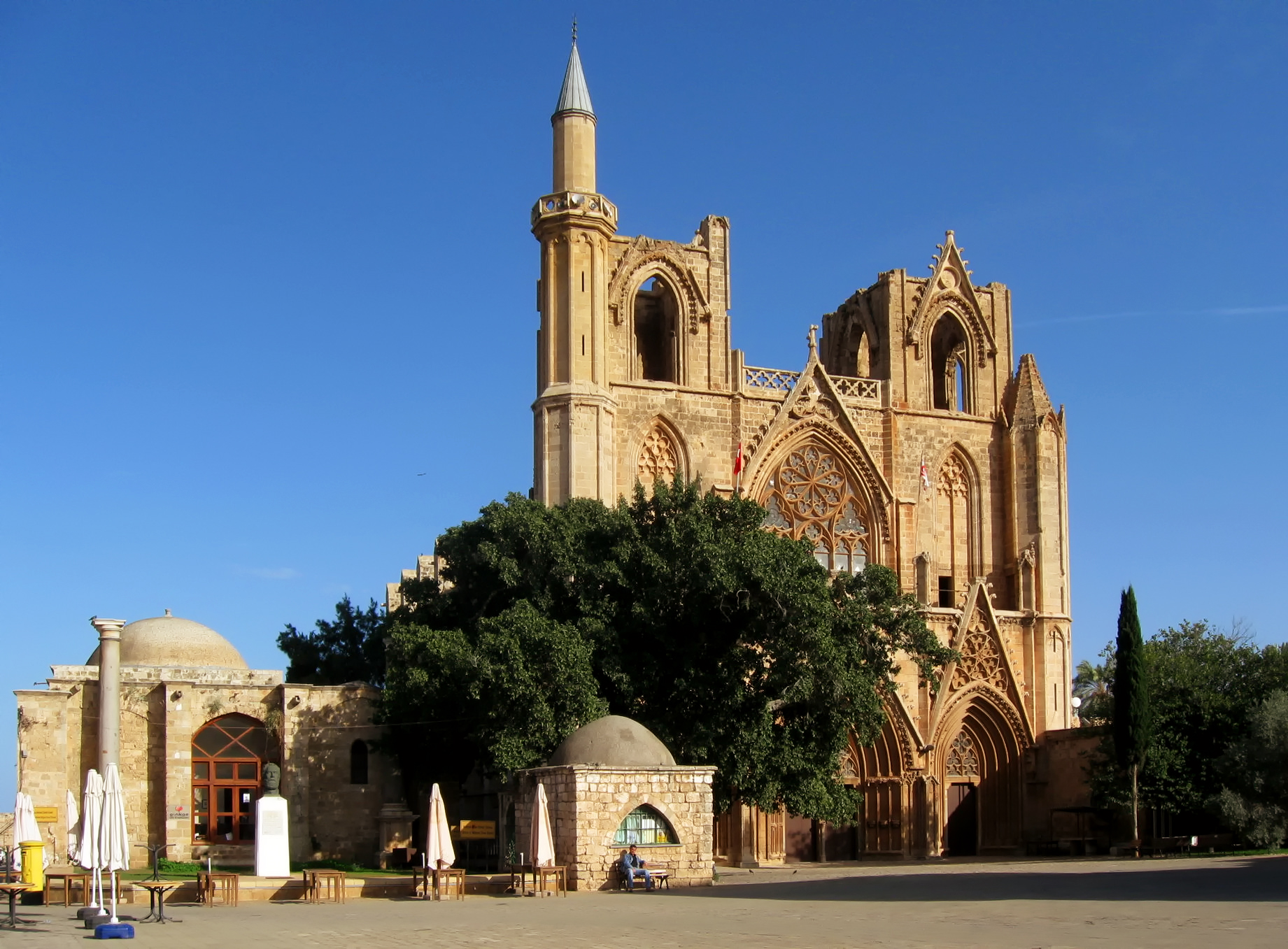
مسجد لالا مصطفى باشا

بعد الفتح العثماني لقبرص، تم تحويل عدد من الكنائس المسيحية إلى مساجد. حدثت هجمة كبيرة نسبيًا في تحويل الكنائس إلى مساجد بعد الفتح التركي لقبرص عام 1974. تم تحويل العديد من الكنائس الأرثوذكسية في شمال قبرص، ولا يزال العديد منها تحت سيطرة المسلمين في طور التحول إلى مساجد.
- قام الأتراك العثمانيون بتحويل كاتدرائية القديس نقولا في فاماڠوستا بقبرص إلى مسجد لالا مصطفى باشا عام 1571؛ لا يزال قيد الاستخدام كمسجد اليوم.
- تم تحويل كاتدرائية القديسة صوفيا في نيقوسيا، قبرص من قبل الأتراك العثمانيين إلى مسجد السليمية في نيقوسيا؛ لا يزال قيد الاستخدام كمسجد اليوم.

### فرنسا
خلال الإشتاء العثماني في طولون (1543-1544)، تم استخدام كاتدرائية طولون مؤقتًا كمسجد لـ 30.000 فرد من طاقم الأسطول العثماني.

### إڠريق - اليونان

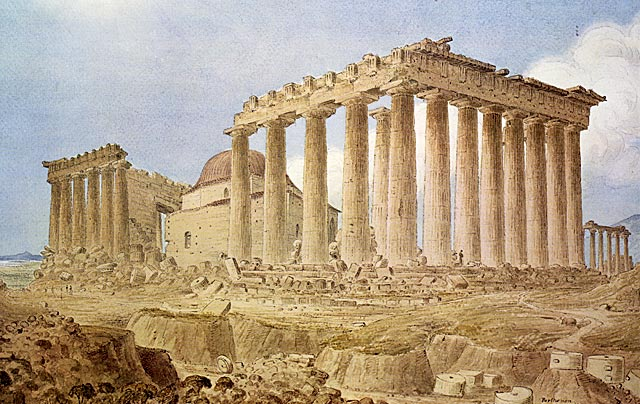
لوحة لأطلال الپارثينون والمسجد العثماني المشيد بعد عام 1715، في أوائل 1830ـات.

تم تحويل العديد من الكنائس الأرثوذكسية إلى مساجد خلال الفترة العثمانية في اليونان. فيما بينها:
- كنيسة أكيروپويتوس (غير المصنوعة باليد) (مسجد إسكي)، وكنيسة القديس داوود (سولوكا أو مسجد مراد)، وكنيسة النبي إيليا (مسجد صارايلي)، وكنيسة القديسة كاثرين (مسجد يعقوب باشا)، وكنيسة القديس بنديليمون (مسجد العاشقية)، كنيسة الرسل القديسين (المسجد سوجوكسو)، كنيسة القديس ديميتريوس (مسجد القاسمية)، وروتوندا في ڠاليريوس (مسجد سليمان أفندي) في تسالونيكي.
- كنيسة الكاتدرائية في ڤيريا (مسجد هونكار) وكنيسة القديس بولس في ڤيريا (مسجد مدريس).
- تم بناء مسجد أصلان باشا مكانها كنيسة القديس يوحنا في يوانينا بعدما دمرها العثمانيون.
- تم تحويل دير أم الله منجدة البشر (ثيوتوكوس كوسموسوتيرا)  [لغات أخرى]‏ في فيريس إلى مسجد في منتصف القرن 14.
- الپارثينون في أثينا: في وقت ما قبل نهاية القرن 15، حُوِل الپارثينون إلى مسجد.
- تم بناء مسجد فتحية في أثينا على قمة بازيليك بيزنطية. هو حاليا مركز معارض.

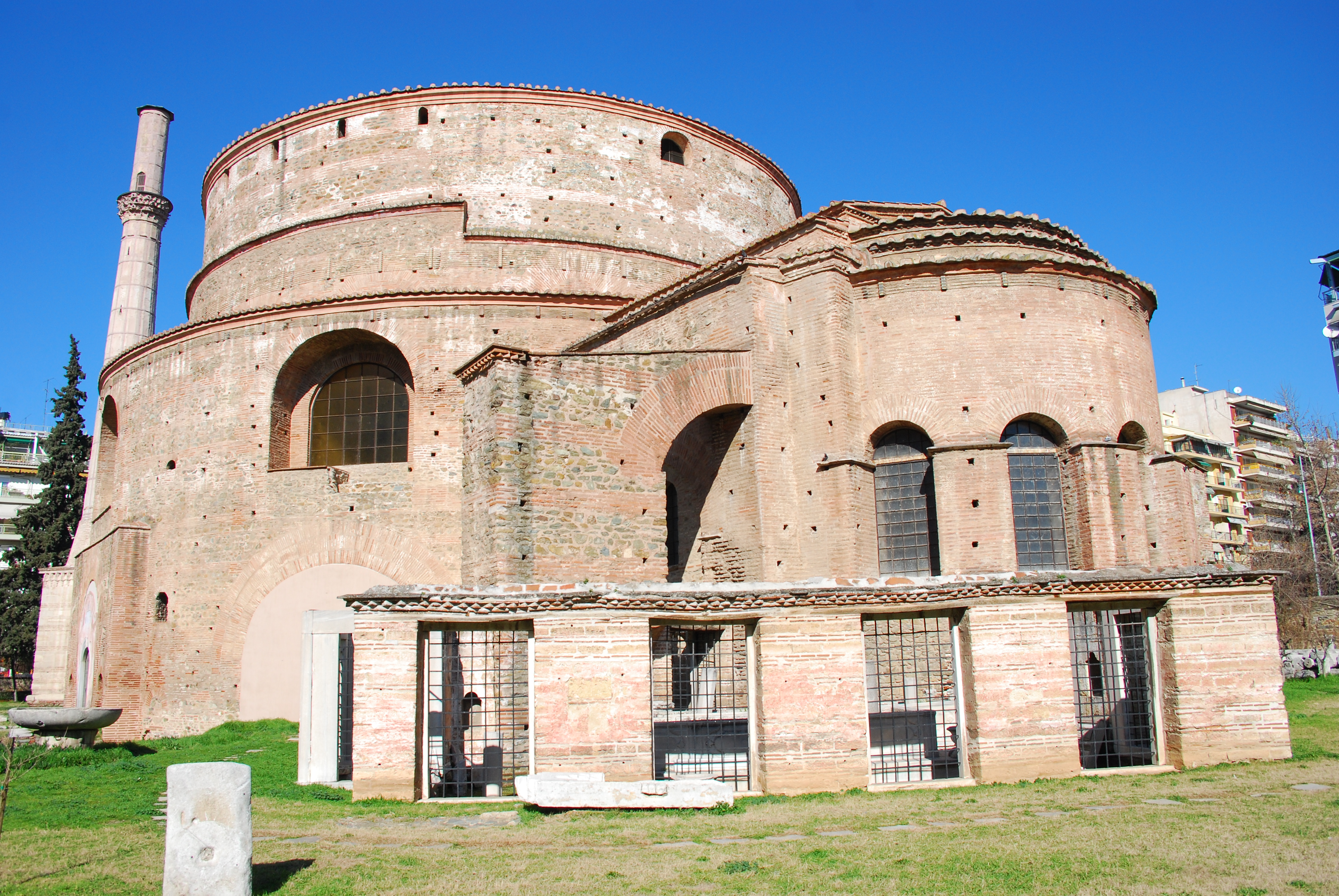
القاعة المستديرة لڠاليريوس في ثيسالونيكي، والتي كانت في البداية ضريح الإمبراطور الروماني ڠاليريوس، وهي كنيسة مسيحية (326-1590)، ثم مسجدًا ثم عادت كنيسة مرة أخرى بعد عام 1912.

### هنڠاريا
بعد الفتح العثماني لمملكة هنڠاريا، تم شراء عدد من الكنائس المسيحية وتحويلها إلى مساجد. أولئك الذين نجوا من عهد الحكم العثماني، قاموا بإعادة الكنائس لاحقًا بعد الحرب التركية العظمى.
- تم تحويل كنيسة سيدة بودا إلى إسكي چامي مباشرة بعد السيطرة على بودا عام 1541، وأعيد تحويلها لكنيسة في عام 1686.
- تحولت كنيسة مريم المجدلية، بودا، إلى فتحية چامي حوالي 1602، أعيد تحويلها لكنيسة في عام 1686.
- تم تحويل كنيسة القديس يوحنا المعمدان الفرنسيسكانية في بودا إلى باشا چامي، ودُمرت عام 1686.

### لبنان
- المسجد العمري الكبير في بيروت، لبنان؛ بناها فرسان الإسپتارية ككنيسة القديس يوحنا المعمدان؛ تحول إلى مسجد عام 1291.

### المغرب
- المسجد الكبير بطنجة، تم بنائه على كنيسة
- مسجد القدس، تم تحويله من كنيسة سانت مارغاريت الكاثوليكية إلى مسجد القدس

### إسپانيا
كنيسة مسيحية كاثوليكية مكرسة للقديسة فينسنيت من ليرين، بناها القوط الغربيون في قرطبة؛ في عهد عبد الرحمن الأول تم تحويله إلى مسجد. في زمن الاسترداد، أعيد تأسيس الحكم المسيحي وعاد المبنى كنيسة مرة أخرى، كاتدرائية سيدة الإنتقال.

### سوريا

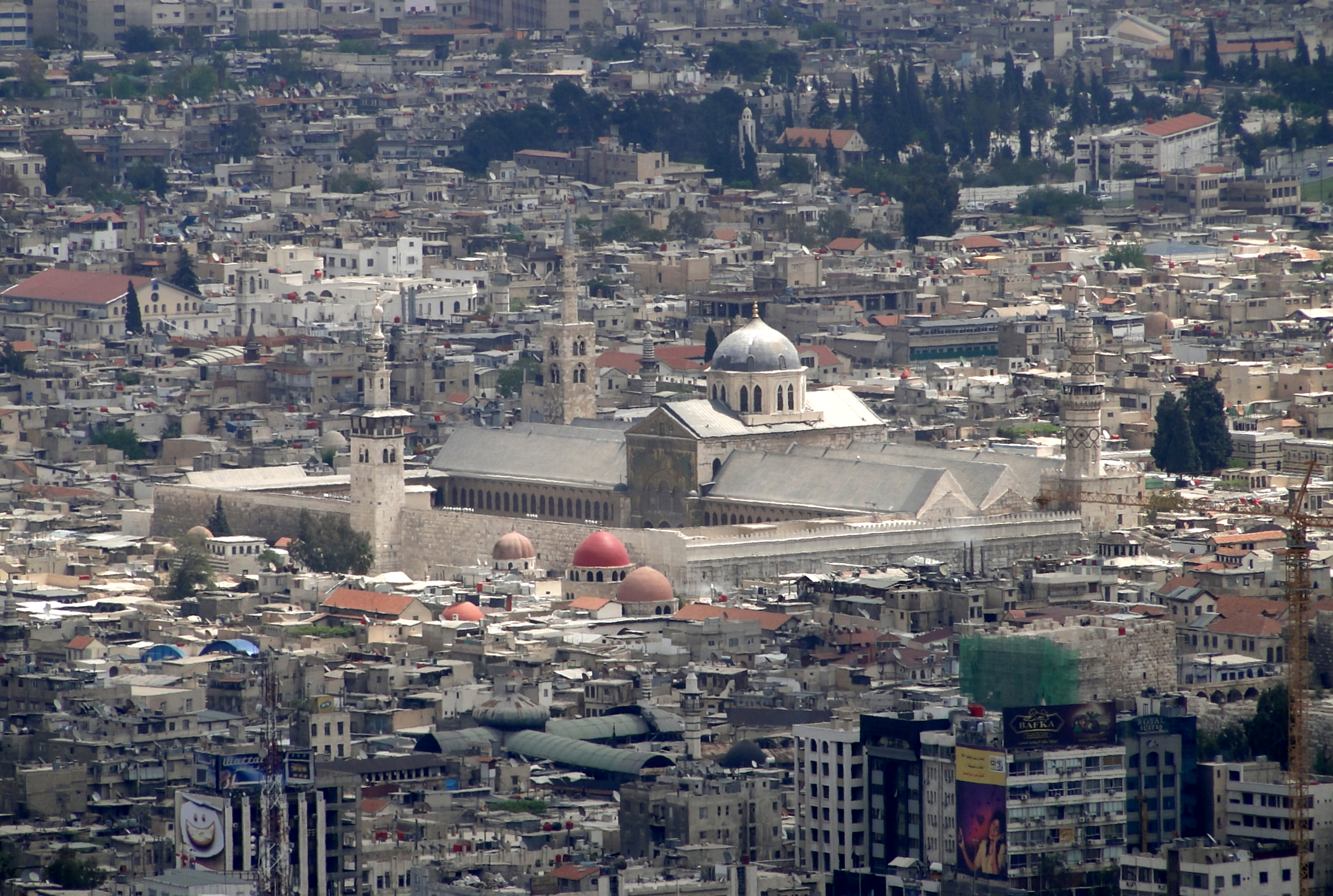
تم بناء مسجد الجامع الأموي في موقع كنيسة مسيحية مكرسة ليوحنا المعمدان، والتي كانت في وقت سابق معبد چوپيتر الذي تم تحويله إلى كاتدرائية من قبل الإمبراطور الروماني ثيودوسيوس الأول.

- تم بناء مسجد الجامع الأموي في موقع كنيسة مسيحية مكرسة ليوحنا المعمدان، والتي كانت في وقت سابق معبد چوپيتر الذي تم تحويله إلى كاتدرائية من قبل الإمبراطور الروماني ثيودوسيوس الأول. المسجد الأموي بدمشق؛ بني في موقع بازيليك مسيحي مكرس للقديس يوحنا المعمدان، والذي كان قبل ذلك معبدًا رومانيًا وثنيًا للإله چوپيتر.
- المسجد النوري الكبير بحمص؛ في البداية كان معبدًا وثنيًا لإله الشمس («الجبل»)، ثم تم تحويله إلى كنيسة مخصصة للقديس يوحنا المعمدان
- المسجد الأعلى الكبير في حماة؛ كان معبد لعبادة الإله الروماني جوبيتر، أصبح فيما بعد كنيسة خلال العصر البيزنطي
- مسجد حلب الكبير؛ كان أغورا من الفترة الهلنستية، والتي أصبحت فيما بعد حديقة لكاتدرائية القديسة هيلانة.

### شمال أفريقيا ما بعد الاستعمار
تم تحويل عدد من الكاتدرائيات والكنائس في شمال إفريقيا إلى مساجد في منتصف القرن 20:
- كاتدرائية القديس فيليپ في الجزائر العاصمة، الجزائر حُوِل إلى مسجد كتشاوة في عام 1962
- كاتدرائية سيدة الآلام السبعة في قسنطينة، الجزائر
- كاتدرائية طرابلس في طرابلس الغرب، ليبيا (تم تحويلها إلى مسجد ميدان الجزائر)

### العراق
قامت داعش بتحويل عدد من الكنائس المسيحية إلى مساجد بعد احتلالها للموصل عام 2014. أعيدت الكنائس إلى وظائفها الأصلية بعد تحرير الموصل في عام 2017 .
- كنيسة القديس أفرام السريانية الأرثوذكسية في الموصل، العراق؛ حُوِل إلى مسجد المجاهدين
- كنيسة القديس يوسف الكلدانية في الموصل، العراق

### فلسطين

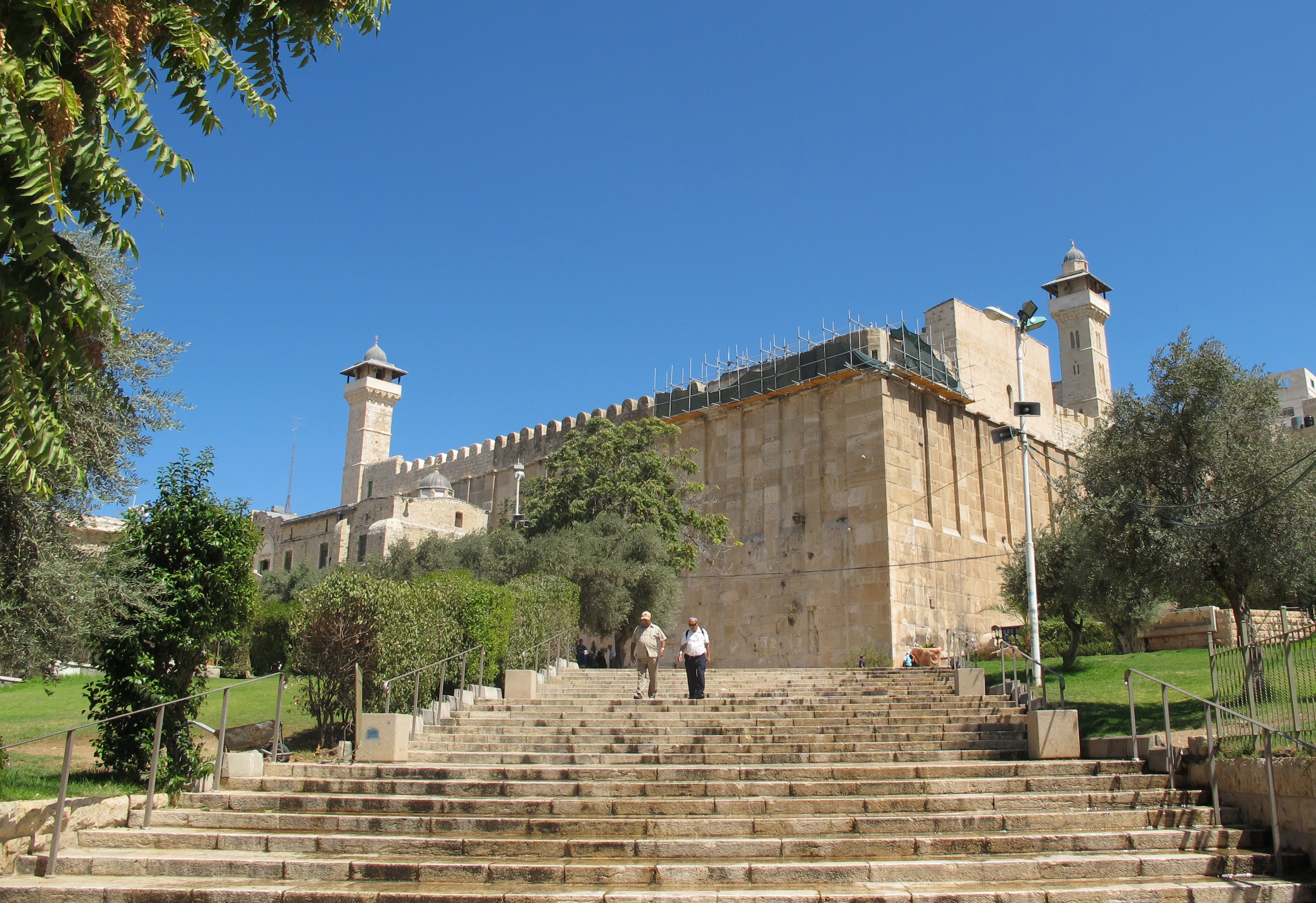
بعد احتلال هيبرون، «استولى الحكام المسلمون على هذا المكان المقدس من التقليد اليهودي». تم تحويل المغارة والمحيط الهيرودي المحيط به إلى مسجد.

- تحولت كنيسة القديس يعقوب المقطوع بالبلدة القديمة في أورشليم إلى مسجد اليعقوبي
- هيكل الرب (قبة المعراج، قبة الصخرة)
- قبر البطاركة
- ضريح ناثان وجاد في حلحول، حُوِل إلى مسجد للنبي يونس.[38][39]

## التأثير على العمارة الإسلامية
لعب تحويل المباني الدينية غير الإسلامية إلى مساجد خلال القرون الأولى للإسلام دورًا رئيسيًا في تطوير الأساليب المعمارية الإسلامية. الأنماط الإقليمية المتميزة لتصميم المساجد، والتي أصبحت معروفة بأسماء مثل العربية، الفارسية، الأندلسية، وغيرها، تعكس بشكل عام العناصر الأسلوبية الخارجية والداخلية للكنائس والمعابد الأخرى المميزة لتلك المنطقة.